# أحمد عبد العزيز (ممثل)
أحمد عبد العزيز (30 ديسمبر 1955 -)، ممثل مصري. اشتهر بالأعمال التلفزيونية الدرامية واشتهر بأدواره المؤثرة في تاريخ الدراما المصرية، يعتبر من أبرز ممثلي التلفزيون في مصر.
يلقب بفارس الدراما العربية ، أشتهر كثيرا بعد تصويره لمسلسل التاريخى الفرسان يعد أحمد من الممثلين القلائل المشهورين في الفن المصري .

## عنه
ولد بالإسكندرية، حي محرم بك، حصل على بكالوريوس تجارة، ثم حصل على بكالوريوس معهد الفنون المسرحية، بدايته الفنية كانت من خلال المسرح الجامعي، ثم بدأ العمل في مسرح الطليعة عام 1976، لمع في التليفزيون في المقام الأول في أعمال مثل ،ذئاب الجبل ،الحب والطوفان ،من الذي لا يحب فاطمة وغيرها، مارس الإخراج المسرحي، حيث أخرج ما يقرب من 20 مسرحية منها مأساة الحلاج، بداياته السينمائية بالغة الأهمية مع الوداع يا بونابرت، وعودة مواطن، الطوق والأسورة.
يعمل أيضاً بمجال الإخراج وهو الآن يشغل منصب مدير عام للمسرح القومي.

## أعماله

### أفلام
| - حديد:2014-ماجد الحريري - حب من ثلاثة اطراف:1997-د.يحيى منصور - التحويلة:1996-النقيب عزمي سلام - دماء بعد منتصف الليل:1995-محمود سليمان - الجاسوسة حكمت فهمي:1994-أنور السادات - اللي يعيش يا ما يشوف:1994-الدكتور سيد - كلهم في جهنم:1994-رأفت - مربط الفرس:1994 - الشرسة:1993 - الذئب:1993-صلاح - السياسي:1993-حسين شمس الدين - الحب للحب:1993-ادم - ليل ورجال:1993-عبدالهادي | - المتهمون:1992-مجدي - الصفقة:1991-كمال - القانون لا يعرف الحب:1991 - شباب تحت المراقبة:1990 - دليل المرأة الذكية:1990-المهندس سيد - 3 تحت المراقبة:1990-فتحي عبد الستار - اللعبة الأخيرة:1990 - كابوس:1989-يحيى - حارة برجوان:1989-حسن - حالة تلبس:1988 - حكاية نص مليون دولار:1988-حسين حسنين أبو الوفا - بابل حبيبتي:1987-محمود - البدرون:1987-مصطفى | - العصابة:1987-محمود المصري - العملية 42:1987-كمال - الحسناء والبلطجى:1986-حسين عبد السلام يزيد - الطوق والإسورة:1986-الحداد الجبالي-زوج فهيمة - عودة مواطن:1986-مهدي - المشاغبون في أجازة نص السنة:1986-هـاني - الوداع يا بونابرت:1985-بكر - بيت القاضي:1984-ضيف شرف - منتهى العطف - مطاردة بعد منتصف الليل - الهروب إلى السجن - فخ الثعالب - هو وهو-ابراهيم صبرى |

### مسلسلات
| - فهد البطل:2025-غلاب الجراحي - سره الباتع:2023 - المداح: أسطورة الوادي:2022-الشيخ عبد الرحمن - نصيبي وقسمتك 4:2021 - كلبش 3:2019-اللواء جلال - في ال لا لا لاند:2017-اللواء صبري-ضيف شرف - الأب الروحي (ج1-> 2):2017-> 2018-سليم العطار - قضاة عظماء (ج1، 2):2016، 2017 - أريد رجلًا (ج1، 2):2015-عزت - حق ميت:2015-اللواء عادل هلال - حارة خمس نجوم:2012-يوسف - صبيان وبنات:2009 - العنكبوت:2008 - دموع في حضن الجبل:2008 - غريب الدار:2007 - تحياتي إلى العائلة الكريمة:2006 - ينابيع العشق:2005 - إضحك قبل الضحك مايغلا:2005 - الإمام محمد عبده:2005-الإمام محمد عبده | - المعمورة:2004 - حدث في الهرم:2004 - قلب النهار:2004 - ملاعيب شيحة:2004-معروف - غدا يوم اخر:2003 - فارس العرب:2002-سيف الدولة الحمداني - البحار مندي:2002-مندى - سوق العصر:2001-منصور المغازي - عصفور تحت المطر:2001 - الوشم:2001-الدكتور مازن - أوقات خادعة:1999-امين - الحنين إلى الماضي:1999-عادل بركات - حرث الدنيا:1999-جارحي - الجانب الآخر:1998 - المجهول:1998-محمود - الوزير الشاعر:1998 - الأب:1998 | - بريء في ورطة:1997 - السيرة الهلالية (ج1):1997-أبو زيد الهلالي - ألف ليلة وليلة: فضل الله ووردانه:1996-شهريار / فضل الله - حارة المحروسة:1996-حازم - من الذي لا يحب فاطمة ؟:1996-صبري - مشوار:1995 - الفرسان:1994-سيف الدين قطز - الوعد الحق:1993-عبد الله بن مسعود - عروس البحر:1993 - ذئاب الجبل:1993-بدري بدار البدري-فاروق القناوي - المال والبنون (ج1، 2):1992، 1995-يوسف الضو - ساعات خطر (1991) دكتور ممتاز - مملوك في الحارة:1991-الظاهر بيبرس - الوسية:1990-خليل - البيت الكبير:1988 - صعاليك ولكن شعراء:1988-تأبط شرًا - صائمون والله أعلم:1987 - لا إله إلا الله (ج3):1987-اخناتون | - التائه:1987 - أيام حلوة مرة:1986-أحمد - بوابة المتولي:1985-عاطف - عابر سبيل:1983-عصام - موسى بن نصير:1983-موسى بن نصير-شابا - الباقي من الزمن ساعة:1982-أمين - في بيتنا رجل-محيي زاهر - الحب والطوفان - في إنتظار الاعدام - البحث عن الزمن الآخر - عيون الاخرين - حوادث مثيرة - الخلاص - الحب والثمن - غدا تشرق الشمس - الإمام مسلم-الإمام مسلم |

| \| - أمواج تحت السطح:2006 - جواز سفر أمريكاني:2003-محمود - دفتر مواعيد:1999 - قطرات ندى:1993-سمير - أحلام مشروعة:1990 \| - الدرس - وتعددت الاسباب - ليلة العمر - تحت المراقبة \| - المتهم البريء - ويبقى الزمن-حسام - بعيدا عن الحب - الكنة \| | - الأزهر (ج2):2017 - قناة السويس:2015 - علماء المسلمين:2013 - المهرة والخيال:2006 - لا تخرجوا آدم من الجنة:2002-آدم - سيرة ومسيرة:2001 - طيور الرعد:1988 | - واحد من الناس برنامج 2021 - مش ممنوع:2018-ضيف - بوضوح:2014-ضيف - صاحبة السعادة:2014-ضيف - الحكم بعد المزاولة:2011-ضيف - نجم على الهوا-ضيف |
| - أمواج تحت السطح:2006 - جواز سفر أمريكاني:2003-محمود - دفتر مواعيد:1999 - قطرات ندى:1993-سمير - أحلام مشروعة:1990 | - الدرس - وتعددت الاسباب - ليلة العمر - تحت المراقبة | - المتهم البريء - ويبقى الزمن-حسام - بعيدا عن الحب - الكنة                                                                                  |

## وصلات خارجية
- أحمد عبد العزيز على موقع IMDb (الإنجليزية)
- أحمد عبد العزيز على موقع قاعدة بيانات الأفلام العربية
- أحمد عبد العزيز على موقع قاعدة بيانات الفيلم (الإنجليزية)